# Меймерс (Північна Кароліна)
Меймерс (англ. Mamers) — переписна місцевість (CDP) в США, в окрузі Гарнетт штату Північна Кароліна. Населення — 814 особи (2020).

## Географія
Меймерс розташований за координатами 35°24′41″ пн. ш. 78°56′12″ зх. д. / 35.41139° пн. ш. 78.93667° зх. д. (35.411314, -78.936614).  За даними Бюро перепису населення США в 2010 році переписна місцевість мала площу 15,67 км², з яких 15,65 км² — суходіл та 0,02 км² — водойми.

## Демографія
Згідно з переписом 2010 року, у переписній місцевості мешкало 826 осіб у 321 домогосподарстві у складі 222 родин. Густота населення становила 53 особи/км².  Було 357 помешкань (23/км²).
Расовий склад населення:
| - 91,5 % — білих - 2,9 % — чорних або афроамериканців - 1,9 % — корінних американців - 0,5 % — азіатів - 0,2 % — вихідців з тихоокеанських островів - 1,9 % — осіб інших рас |

До двох чи більше рас належало 1,0 %. Частка іспаномовних становила 7,3 % від усіх жителів.
За віковим діапазоном населення розподілялося таким чином: 27,7 % — особи молодші 18 років, 58,9 % — особи у віці 18—64 років, 13,4 % — особи у віці 65 років та старші. Медіана віку мешканця становила 38,0 року. На 100 осіб жіночої статі у переписній місцевості припадало 105,5 чоловіків;  на 100 жінок у віці від 18 років та старших — 94,5 чоловіків також старших 18 років.
Середній дохід на одне домашнє господарство  становив 52 661 долар США (медіана — 41 582), а середній дохід на одну сім'ю — 56 778 доларів (медіана — 53 750). За межею бідності перебувало 19,6 % осіб, у тому числі 20,6 % дітей у віці до 18 років та 1,0 % осіб у віці 65 років та старших.
Цивільне працевлаштоване населення становило 533 особи. Основні галузі зайнятості: мистецтво, розваги та відпочинок — 18,6 %, виробництво — 18,4 %, освіта, охорона здоров'я та соціальна допомога — 18,4 %.